# Fetești (Mołdawia)
Fetești – miejscowość i gmina w Mołdawii, w rejonie Jedyńce. W 2004 roku liczyła 3003 mieszkańców.